# Buçaj
Buçaj – wieś położona w północnej części Albanii w gminie Tropojë.Wieś znajduje się 125 kilometrów od stolicy państwa, Tirany.

## Demografia
Według spisu ludności z 1989 roku we wsi Buçaj mieszkało 802 mieszkańców.